# پایگاه هوایی آفریکندا
پایگاه هوایی آفریکندا (به انگلیسی: Afrikanda air base) یک فرودگاه نظامی است که یک باند فرود بتن دارد و طول باند آن ۲۵۰۰ متر است. این فرودگاه در کشور روسیه قرار دارد و در ارتفاع ۱۵۴ متری از سطح دریا واقع شده است.